# Quốc gia Tự vệ Cuộc
Quốc gia Tự vệ Cuộc là cơ quan công an của Ủy ban Hành chính Lâm thời Nam Bộ được thành lập vào tháng 8 năm 1945 do Dương Bạch Mai lãnh đạo. Trong thời kỳ đầu của cuộc Kháng chiến chín năm, tổ chức này do Năm Xuân (Mai Chí Thọ) phụ trách. Cơ quan này hoạt động tại các tỉnh Nam Bộ, có nhiệm vụ trấn áp phản cách mạng, bảo vệ chính quyền cách mạng, tiêu diệt Việt gian cùng bọn do thám, chỉ điểm.